# Мал (футбольний клуб)
ФК «МАЛ» ( Коростень ) — аматорський український футбольний клуб з міста Коростень Житомирської області. Домашні матчі проводить на стадіоні «Спартак», який вміщує 2000 глядачів. Клуб бере участь в Чемпіонаті Житомирської області та Кубку України з футболу серед аматорів.

## Історія клубу
Футбольний клуб було засновано в 2015 році. Свою назву він отримав від імені верховного вождя древлянських племен князя Мала (*бл.888 — †946).

## Досягнення клубу
- Чемпіонат Житомирської області з футболу 2014 - 1-ше місце (як ФК "Коростень"), 2015 — 3-тє; 2019, 2020 - 2-ге місце.
- Кубок України з футболу серед аматорів 2014 - 1/8 фіналу, 2015 — 1/16 фіналу [1].